# Dann Thomas
Dann Thomas és una guionista de còmics estatunidenca, autora de nombroses històries per a Marvel, DC Comics i altres editorials nord-americanes, sovint en col·laboració amb el seu marit, Roy Thomas.
Nascuda Danette Maxx Couto, el 1981 publicà la seua primera història en The Savage Sword of Conan, acreditada com a Danette Couto; poc després es canvià el nom a Dann i, casada amb Thomas, ambdós idearen i guionitzaren la sèrie Arak, Son of Thunder
i revisitaren el personatge d'Hourman en la sèrie infinity Inc.
Thomas fon la primera dona en guionitzar el personatge femení Wonder Woman (en el número 300, 1983) i ha inspirat un parell de personatges: l'àlter ego de la superheroïna Firebrand, Danette Reilly, la qual guionitzaria més tard en la sèrie All Star Squadron; i una altra dona anomenada Dannette que aparegué en la història What If Conan the Barbarian Walked the Earth Today? («I si Conan el Bàrbar visquera en el món actual?») el 1979.
El 1991, els Thomas es traslladaren de Loas Angeles a St. Matthews (Carolina del Sud) després de visitar son pare de Dann, que dirigia una fàbrica a Orangeburg (Carolina del Sud).
Thomas participà com a convidada en el Saló Internacional del Còmic de Barcelona de 2018, junt amb altres autores com Flavita Banana, Kelly Sue DeConnick, Cristina Durán, Idoia Iribertegui, Elisa McCausland, Mamen Moreu, Ana Penyas o Liv Strömquist.